# Lanfièra (Burkina Faso)
Lanfièra és una comuna (municipi) capital del departament de Lanfièra a Burkina Faso. El 2003 tenia 904 habitants.

## Història
Al segle xix es va crear un imamat sota influència de Ségou; quan Ségou va passar a al-Hadjdj Umar l'almamy va quedar de facto independent. El 1891 l'almamy Mamadou Sanogo es va fer amic de l'explorador i capità francès Louis Monteuil, que va passar uns dies a la població de camí cap a Sokoto, i va signar un tractat (3 d'abril de 1891), que establia el protectorat francès sobre tota la vall del Sourou (anteriorment ja havia signat un tractat a Bassora, al nord-oest de Bobo-Diluasso, el 20 de març de 1891).
El 24 de novembre de 1896 el capità Louis Voulet va fer executar al almamy i cap espiritual, Karamogoba Sanogo. El seu nom real era Alpha Ahmed Baba i havia nascut el 1820 havent estudiat 15 anys a Djenné (a la tornada va rebre el malnom de Karamogoba que vol dir "Gran Mestre" en dioula). El tractat ja no fou renovat per Destenave el 1897, ja que en aquesta zona res amenaçava la influència francesa.